# سليمان رحو
ولد سليمان رحو بمدينة وهران يوم 20 أكتوبر 1975... ويعتبر رحو سليمان من أكثر عناصر المنتخب الوطني الحالي خبرة وحنكة... نظرا لتعدد النوادي التي لعب لها والمنافسات التي خاضهـا.

## مشواره الرياضي
بدأ سليمان قصته مع كرة القدم وهو ابن ال11 سنة حين انظم إلى فئة الأصاغر لنادي بريد وهران وذلك لمدة موسمين (1986-1988) لينضم بعدها إلى نادي اتحاد وهران لمدة عامين آخرين قبل أن يعود إلى فريقه الأول.
وببزوغ نجم سليمان في الجهة اليمنى من الدفاع انتقل ابن ال17 سنة حينها إلى نادي جمعية وهران الذي كان ينشط في القسم الوطني الأول ولعب له 4 مواسم (1992-1996). قبل أن ينتقل إلى الفريق الأول في المدينة وهو نادي مولودية وهران لمدة عامين (1996-1998) و الذي برز فيه و فاز معه بعدة ألقاب محلية و إقليمية. سليمان لم يعمر كثيرا في الحمري ليعود مجددا إلى «لازمو».
تميز سليمان وقدراته الفنية والبدنية..جعلته أعين الأندية الكبرى الأخرى تترصده..فخطفته الشبيبة القبائلية من الجمعية عام 1998 وبذلك بدأت قصة الحب بين اللاعب الوهراني والشبيبة القبائلية. لعب خلالها سليمان كل المنافسات مع الشبيبة طيلة 8 سنوات (1998-2006). وذاق سليمان مع الفريق القبائلي حلاوة ومرارة كرة القدم وأصبح سليمان الطرف الأبرز في معادلة الظهير الأيمن في الجزائر. وصار اسم رحو على كل لسان "رحو سليمان اللاعب الكبير المتفاني في عمله المخلص لفريقه اللاعب «العاقل» والخلوق جدا. كلها عوامل جعلت من سليمان محبوب الجماهير في كل مكان ولا أظن أن هناك جزائريا واحد ينكر مكانة سليمان في قلب كل جزائري ولا أحد بإمكانه انكار إمكانياته العالية وعلو كعبه وتفوقه على جميع اقرانه في الجهة اليمنى من الدفاع.
انتقل بعدها سليمان بعد الحاح من رئيس نادي وفاق سطيف إلى تشكيلة عاصمة الهضاب ورافق قدومه موجة احتجاجات كبيرة من الأنصار السطايفية. فما فائدة جلب هذا «العجوز» إلى الوفاق الذي يطمح إلى استعادة مكانته في عالم الكرة الجزائرية ولماذا سرح من الشبيبة.
وزاد الضغط على سليمان بعد مردوده الجد متواضع في المقابلة الودية التي جمعت الوفاق بالاتحاد السطايفي..مردود جعل سليمان يتوسل المناصرين بالصبر عليه أكثر لأنه لا يريد تخييب من وضع فيه الثقة وشيئا فشيئا بدأ رحو يسترجع إمكانتياته التي عرف بها في الجياسكا. وأصبح عنصرا أساسيا في التكشيلة السطايفية ورقما مهما في تشكيلة الوفاق التي فاز معها بالبطولة وكأس العرب مرتين متتاليتين..وأصبح رحو يحظى بالاحترام والتقدير من كل جماهير الوفاق التي تهتف باسمه في كل مباراة.
سليمان رحو المدافع ذو النزعة الهجومية والتمريرات السحرية والتوزيعات الملمترية.
عاد من باب واسع إلى«الخضر» ليسترجع ذكريات أول مرة تقمص فيها الوان المنتخب عام 1998 ضد ليبيا (3-0 للمنتخب الوطني) و لعب سليمان رحو 48 مباراة مع المنتخب الوطني ليثبت رحو أنه مثال الجدية والأخلاق و المهارة والتواضع. المدافع الذي نادرًا ما يتلقى الإنذارات أو يرتكب الأخطاء.

## روابط خارجية
- سليمان رحو على موقع الاتحاد الدولي (مؤرشف)  (الإنجليزية)
- سليمان رحو على موقع قاعدة بيانات كرة القدم.إي يو (الإنجليزية)
- سليمان رحو على موقع ناشيونال فوتبول تيمز (الإنجليزية)
- سليمان رحو على موقع Soccerway.com (الإنجليزية)
- سليمان رحو على موقع كووورة